# Cesare Turco
Cesare Turco (nace en 1510 en Ischitella cerca de Nápoles, en Campania - muere en Nápoles en 1560) fue un pintor italiano del Renacimiento.

## Biografía
Cesare Turco fue discípulo de Giovanni Antonio Amato y posteriormente de Andrea Sabbatini. Su obra se ubica por las iglesias y edificios públicos de Nápoles. Sus obras principales son el Bautismo de Cristo por San Juan en Santa Maria delle Grazie y una Circuncisión para los Jesuitas.